# Rhagopteryx brahma
Rhagopteryx brahma är en skalbaggsart som beskrevs av Hippolyte Louis Gory och Achille Rémy Percheron 1833. Rhagopteryx brahma ingår i släktet Rhagopteryx och familjen Cetoniidae. Inga underarter finns listade i Catalogue of Life.